# Gospa sedi ob virginalu
Gospa sedi ob virginalu (nizozemsko Zittende virginaalspeelster), znana tudi kot Mlada ženska, ki sedi ob Virginalu, je žanrska slika, ki jo je ustvaril nizozemski slikar zlate dobe Jan Vermeer van Delft v letih 1670–1672 in je zdaj v Narodni galeriji v Londonu.

## Gospa, ki sedi ob virginalu
Druga slika, verjetno prav tako Vermeerjeva, znana kot Mlada ženska, ki sedi ob virginalu, pripada zasebni zbirki, prikazuje pa tudi mlado žensko, ki sedi ob virginalu. Obe sliki sta precej ločeni deli in ker sta obe znani pod različnimi imeni, lahko med njima pride do zmede.

## Opis
Ta pozna slika Jana Vermeerja je v njegovem opusu precej preprosta, brez številnih subtilnih referenc ali rafiniranega slikarstva. Za sliko Gospa sedi ob virginalu se je verjetno zgledoval po delu leidenskega slikarja Gerarda Douja (1613-1675), na katerem se ponavljajo isti motivi: primerljiva poza in celo mimika ženske, ki igra virginal, enako umaknjena zavesa in tudi viola da gamba v ospredju.
Na sliki je prikazana ženska, obrnjena na levo in igra virginal. V levem ospredju je viola da gamba, ki med strunami drži lok. Na notranjem pokrovu virginala je naslikana pokrajina, slika na steni pa je izvirnik ali kopija Zvodnice Dircka van Baburena (ok. 1622, zdaj v Muzeju lepih umetnosti v Bostonu), ki je pripadala Vermeerjevi tašči. Slika je velika 51,5 krat 45,5 centimetra. Morda Vermeer nakazuje svoje osebne preference s tem, da pusti sončni svetlobi, da zasije na glasbilo.

## Komentar
Zaradi njenega sloga je bila slika datirana približno v leto 1670. Domneva se, da sta ta slika in Gospa, ki stoji pri virginalu (prav tako v lasti Narodne galerije) morda ustvarjeni kot obeska, ker so njune velikosti, datum in tema vsi podobni. Nedavna študija je pokazala, da je tudi platno za obe sliki nastalo iz istega zvitka. Poleg tega je podlaga na platnu videti enaka tisti, ki je bila uporabljena tako za Stoječo damo kot za Sedečo mlado žensko iz New Yorka.
Vendar se njihov izvor pred 19. stoletjem razlikuje in Vermeer je včasih spreminjal temo na sicer nepovezanih slikah. V 19. stoletju sta bili obe sliki v lasti umetnostnega kritika in zbiratelja Théophila Thoréja, čigar spisi so privedli do ponovnega vzpona zanimanja za Vermeerja, ki se je začelo leta 1866. Njegovi dediči so leta 1892 sliko prodali avstrijskemu zbiratelju Charlesu Sedelmeyerju (1837-1925). Po še nekaj menjavah lastništva je slika leta 1910 prišla v roke Narodne galerije kot del donacije umetniške zbirke Georgea Saltinga (1835-1909).
Slika je eno od več Vermeerjevih del, ki prikazujejo glasbila s tipkami, vključno z Glasbena lekcija, Koncert in Gospa stoji ob virginalu. Strokovnjaki verjamejo, da lahko vsi temeljijo na istem glasbilu, ki ga je izdelal Johannes Ruckers.